# René Groebli
 (février 2022).
Si vous disposez d'ouvrages ou d'articles de référence ou si vous connaissez des sites web de qualité traitant du thème abordé ici, merci de compléter l'article en donnant les références utiles à sa vérifiabilité et en les liant à la section « Notes et références ».
Pour les articles homonymes, voir Groebli.
René Groebli, parfois orthographié René Gröbli, né le 9 octobre 1927 à Zurich, en Suisse, est un photographe et photojournaliste suisse, également actif dans la photographie industrielle et la photographie publicitaire. 
Adepte du noir et blanc, il est considéré comme l'un des pionniers de la représentation du mouvement par la technique du flou. L'utilisation qu'il fit de techniques novatrices, notamment du « dye-transfer » et de la lithographie en couleurs, dont témoignent les ouvrages Variation (1965) et Variation 2 (1971), lui ont valu une renommée internationale.

## Biographie
Fils d'Emil Groebli, qui exerce la profession de fondé de pouvoir, René Groebli a grandi dans le quartier Enge à Zurich, où il effectue ses études secondaires au Langzeitgymnasium. Il entreprend ensuite des études à la Oberrealschule, un lycée à vocation scientifique, qu'il abandonne au bout de deux ans pour commencer un apprentissage de photographe avec Theo Vonow à Zurich en 1944. Lorsque son professeur retourne s'installer dans le canton des Grisons, il entre, au printemps 1945, en classe préparatoire de la Haute École d'art de Zurich, et s'inscrit par la suite dans la classe de photographie, où il va suivre, jusqu'à l'été 1946, l'enseignement sous la direction de Hans Finsler et Alfred Willimann.  Ernst Scheidegger et Anita Niesz étaient ses condisciples.
Cette même année il doit faire trois mois de service civique dans l'agriculture (il a 19 ans). Le fermier de Kemptthal le laisse prendre des photos.
En septembre 1946, Groebli commence une formation de directeur de la photographie et cameraman documentaire chez Central Film et Gloria Film Zürich. Il obtient son diplôme à la fin de 1948, mais il n'exerce plus, par la suite, sa profession de directeur de la photographie.
En 1947, il remporte le troisième prix d'un concours organisé par le magazine suisse Camera avec sa série « Karussell. » Il commence alors une carrière de photographe indépendant et collabore avec l'agence Victor-N. Cohen à Zurich. Il effectue son premier voyage à Paris en 1948 et achète son premier Leica en 1949.
À partir de 1949, Groebli travaille comme photojournaliste et effectue des reportages pour l'hebdomadaire Züri-Woche, puis pour le bureau londonien de l'agence américaine Black Star (en), notamment en Afrique et au Moyen-Orient.
Ses images sont régulièrement publiées dans les magazines Life et Picture Post, magazine hebdomadaire de photographie dédié au photojournalisme, publié en Grande-Bretagne. 
En 1949, il publie un petit livre, auto-édité, « Magie der Schiene » (Magie du rail), comprenant 16 photographies, plus la couverture, pour lequel, bien que jeune et encore relativement inconnu, il a été capable de trouver suffisamment de moyens pour obtenir une impression de haute qualité. Techniquement, il s'agit plus d'un portfolio que d'un véritable livre, avec des pages non reliées et reliées, inspiré de la publication  « Facile » (1935) de Man Ray et Paul Éluard, qu'il a achetée lors de son premier voyage à Paris en 1948. Réalisées avec un Rolleiflex de moyen format 6 × 6 et un appareil Leica 35 mm à Paris et aux alentours, ainsi qu’en Suisse, les images — souvent floues et granuleuses — transmettent l'énergie qui se dégage de la vapeur et capturent la « magie » des voyages dans les trains à vapeur à la fin des années 1940. Pendant la réalisation de ce reportage, il passe trois mois à Paris où il rencontre Brassaï et Robert Frank.
Le 13 octobre 1951, René se marie avec Rita Dürmüller (1923-2013), qui achève avec succès ses études sous la direction d'Otto Morach à la Haute École d'art de Zurich. En collaboration avec son épouse et le graphiste Werner Zryd — qui a réalisé la mise en page — il publie en 1954 un second petit livre, également auto-édité, intitulé Das Auge der Liebe (L'Œil de l'amour), qui rassemble les photographies prises en France au cours de sa lune de miel avec Rita, son épouse, pendant deux semaines à Paris en 1952, et l'année suivante pendant quelques jours à Marseille.
La publication de ces photographies intimes, essentiellement prises dans des chambres d'hôtel — notamment à l'hôtel de la Gaîté, à Montparnasse — a suscité une certaine controverse, mais a toutefois attiré l'attention sur Groebli, qui, tout au long de sa carrière, n'a jamais hésité à les présenter dans de nombreuses expositions. Le livre connaîtra par la suite plusieurs éditions dans d'autres langues et sera réédité en 2014 par l'éditeur zurichois Sturm & Drang Verlag, avec l'ajout de cinq photographies inédites, choisies par le photographe.
Après la mort du photojournaliste Paul Senn en 1953 et la tragique disparition de Werner Bischof dans un accident de voiture au Pérou en 1954, Kurt Blum, Robert Frank et René Groebli sont admis au Kollegium Schweizerischer Photographen (Collège des photographes suisses). En 1955, il participe à la grande exposition collective organisée par le « Kollegium » présentée au Helmhaus, à Zurich, bien accueillie par la critique qui fait le constat qu'un nouveau « style suisse »  s'oriente effectivement vers la photographie en tant qu'expression, selon le titre donné à l'exposition, et marque la fin de ce que la critique appellera plus tard la photographie concernée
Assez rapidement, cependant, l'association est dissoute en raison de profonds désaccords entre Gotthard Schuh et Jakob Tuggener. Groebli décide alors de renoncer au photojournalisme et il crée son propre studio pour se consacrer à la photographie publicitaire et à la photographie industrielle. Il se spécialise dans la photographie couleur et expérimente le procédé du « dye-transfer », dont il devient rapidement un spécialiste.
Cette même année 1955, quelques photographies de René Groebli figurent dans l'exposition « The Family of Man » organisée par Edward Steichen pour le Museum of Modern Art (MoMa) de New York, aux côtés de celles de trois autres photographes suisses, Werner Bischof, Robert Frank et Gotthard Schuh.
À partir des années 1970-1980, il se tourne de nouveau vers les essais artistiques en noir et blanc. En 1971-1972, il effectue un long voyage au Pérou où il photographie en noir et blanc (mais aussi en couleur) la vie quotidienne des habitants dans les campagnes et les paysages de la Cordillère des Andes, dans l'esprit de ce qu'avait fait vingt ans auparavant son compatriote Werner Bischof. À l'automne 1978, il séjourne longuement à New York pour explorer la ville pour lui-même, en toute liberté, sans être soumis aux contraintes d'une commande, exploitant les subtilités de la lumière automnale. Ce travail est publié en 2017 dans le livre New York 1978 (Sturm & Drang Verlag), avec des textes de Daniel Blochwitz.
À partir des années 2000, René Groebli se plonge dans son passé et entreprend de revisiter ses archives accumulées au cours de soixante années d'une vie entièrement consacrée à la photographie. Il numérise les photographies qu'il considère comme les plus importantes dans son œuvre et les rassemble en vue de la publication de livres. Dans les années 2010, Sturm & Drang Verlag publie plusieurs livres issus de cette exploration de ses archives : Beryl Chen, a Jamaican girl (2015), Frühe Arbeit - Fotos 1945-1955 (2015), London 1949 (2016), Nudes (2016), New York 1978 (2017), Color Work (2018) et Werkverzeichnis (2019).

## Expositions individuelles
- 1949 : Magie der Schiene, Anliker-Keller, Berne

1995 : Chapelle des Pénitents bleus, La Ciotat, France ; 1997 : Montpellier ; 1998 : Galerie Camera Obscura, Paris ; 2002 : Fondation Koenig, Zurich ; 2003 : Robert Koch Gallery, San Francisco ; 2008 : Howard Greenberg Gallery, New York.
- 1954 : Das Auge der Liebe, Galerie 16, Zurich

2012 : Galerie  Pinter & Milch, Berlin ; 2016 : Museum im Bellpark, Kriens, Suisse ; 2017 : Galerie Kornhausforum, Berne.
- 1966 : Dye Transfers, Galerie 58, Rapperswil, Suisse.
- 1978 : Babylon, Babylon, Rencontres internationales de la photographie, Arles

1978 : Galerie Portfolio, Lausanne ; 1979 : Limbach Galerie, Cologne.
- 1978 : Fantasies, Images Gallery, New York

1979 : Galerie Neufeld, Saint-Gall ; Galerie municipale du Château d'eau, Toulouse ; Galerie Contact, Bordeaux.
- 1991 : Retrospective, Tarazona 91, Espagne

1992 : Centre de la Photographie, Genève ; Mairie du Xe, Mois de la photo, Paris ; 1999 : Kunsthaus, Zurich ; 2006 : Galerie Andy Jllien, Zurich ; 2022 : La Filature, Mulhouse.
- 1992 : Magie der Schiene et Das Auge der Liebe, Galerie Renée Ziegler, Zurich

2002 : Galerie Csaba Morocz, Paris Photo ; 2005 : Galerie  infocus, Cologne ; 2008 : Aplanat Galerie für Fotografie, Hambourg ; 2015 : Galerie Esther Woerdehoff, Paris.
- 2002 : Nus, Galerie Nikon Image, Küsnacht-Zurich, 2002

2016 : Paris ; 2017 : Fototage Münsingen, Suisse.
- 2005 : Early photographs - Magie der Schiene 1949, Das Auge der Liebe 1954, Musée hongrois de la photographie, Kecskemét.
- 2009 : Various, Galerie infocus, Cologne

2015 : Galerie Wehrlenhof, Dübendorf, Suisse ; 2017 : Galerie Anzenberger/Fotobuchmesse Vienne ; Galerie Bildhalle, Zurich.
- 2016 : Early Work, Galerie Bildhalle, Kilchberg, Suisse

puis Kunstmuseum im Marshall, Paderborn, Allemagne.

## Expositions collectives
- 1954 : Weltausstellung der Fotografie (Salon mondial de la photographie) Lucerne, Suisse
- 1954-1955 : Subjektive Fotografie (de), Staatliche Schule für Kunst und Handwerk, Sarrebruck, Allemagne
- 1955 : The Family of Man, Musée d'art moderne de New York (MoMa), New York, États-Unis
- 1955 : Kollegium Schweizerischer Photographen (Collège des photographes suisses) avec Werner Bischof , Walter Läubli, Gotthard Schuh, Paul Senn, Jakob Tuggener, Kurt Blum , Robert Frank, Peter Moeschlin et Christian Staub, Helmhaus, Zurich, Suisse
- 1974 : Photographie in der Schweiz von 1840 bis heute (La photographie en Suisse: 1840 à nos jours), Kunsthaus, Zurich, Suisse
- 1976 : La photographie fantastique en Europe, Canon Photo Gallery, Amsterdam, Pays-Bas
- 1978 : La photographie fantastique en Europe (II), Canon Photo Gallery, Amsterdam, Pays-Bas
- 1981 : Collection des musées eutopéens, Kunsthaus, Zurich, Suisse
- 1981 : Collection Otto Steinert, Musée Folkwang, Essen, Allemagne
- 1984-1986 : Subjektive Fotografie (de), États-Unis, Allemagne, Belgique, Suisse
- 1990 : Le Train, Centre national de la photographie, Paris, France
- 1990 : Collection Fontana, Centro Maestri Stranieri, Italie
- 2002 : New York après New York, Musée de l'Élysée, Lausanne, Suisse
- 2011 : Eyes on Paris, Deichtorhallen, Hambourg, Allemagne
- 2011 : Die Schweiz im Fotobuch, Fotomuseum Winterthur, Winterthour, Suisse
- 2018 : So beautiful, Galerie  infocus, Cologne, Allemagne
- 2018 : Amoureux, Galerie photographique La Belle Juliette, Paris, France
- 2018 : Eros, Le nu dans tous ses états, avec Jean-Jacques Dicker, Rafael Navarro et Nicolas Tucker, Galerie ArtDynasty, Genève, Suisse
- 2019 : Fil Noir - Exposition de la collection de la MEP, Maison européenne de la photographie, Paris, France
- 2019 : De l'archive à l'Histoire - Howard Greenberg Gallery, Campredon centre d'art, L'Isle-sur-la-Sorgue, France
- 2019 : Winter in Swiss Photography, avec Albert Steiner, Sabine Weiss, Guido Baselgia, René Burri, Werner Bischof, Arnold Odermatt, ... galerie Bildhalle, Paracelsus Forum, Saint-Moritz
- 2019 : Magie der Stille, avec Nomi Baumgartl, Lennart Durehed, Thomas Hoepker, Monique Jacot, Herbert List, Barbara Klemm, Robert Lebeck, Ulrike Ottinger, Karin Székessy, etc ... Galerie Johanna Breede Photokunst, Berlin, Allemagne
- 2019 : The Family of Man - UNESCO Memory of the World, Steichen Collections, Château de Clervaux, Luxembourg

## Livres
- 1949 : Magie der Schiene, textes de Hans Ulrich Gasser et Albert Ehrismann, 126 photographiies, Kubus, Zurich
- 1954 : Das Auge der Liebe, textes de Walter Gort Bischof, 25 photos, Turnus Verlag, Zurich
- 1965 : Variation. Möglichkeiten der Farbfotografie, Niggli Verlag, Teufen
- 1971 : Variation 2. Kommunikative Möglichkeiten der Farbfotografie, Niggli Verlag, Teufen
- 1978 : Fantasies, 47 photographoes, Images Gallery, New York / Galerie Portfolio, Lausanne, (auto-édition)
- 1992 : Visionen. Photographien 1946–1991[13], textes de Martin Schaub, Niggli Verlag, Sulgen
- 2000 : Ireland, Cham, Syndor Press.
- 2001 : Groebli : Magie du rail, texte de Vénus Khoury-Ghata, coffret broché, coll. Photoarchives, éd. Ides et Calendes, Lausanne  (ISBN 978-2-82580-071-3)
- 2006 : Magie der Schiene, Zürich, Galerie Andy Jllien.
- 2014 : Das Auge der Liebe, textes de Walter Gort Bischof et Birgit Filzmaier, 30 photographies, réédition de l'édition de 1954, Sturm & Drang Verlag, Zürich  (ISBN 978-0-98482-025-2)
- 2015 : Beryl Chen, a Jamaican girl, textes de Téo Schlachter, Sturm & Drang Verlag, Zurich  (ISBN 978-0-98482-028-3)
- 2015 : Frühe Arbeit - Fotos 1945-1955 (Early Work), textes de Daniele Muscionico, Sturm & Drang Verlag, Zurich  (ISBN 978-3-90682-200-6)
- 2016 : London 1949, Sturm & Drang Verlag, Zürich
- 2016 : Nudes, textes de Daniel Blochwitz, Sturm & Drang Verlag, Zurich  (ISBN 978-390682-204-4)
- 2017 : New York 1978, textes de Daniel Blochwitz, Sturm & Drang Verlag, Zurich  (ISBN 978-3-90682-211-2)
- 2018 : Color Work, textes de Hans-Michael Koetzle, Sturm & Drang Verlag, Zurich  (ISBN 978-3-90682-206-8)
- 2019 : Werkverzeichnis, textes de Hans-Michael Koetzle, Sturm & Drang Verlag, Zurich  (ISBN 978-3-90682-223-5)

## Récompenses et distinctions
- 1951 : Bourse fédérale
- 1953 : Prix d’encouragement
- 1960 : Prix et médaille pour Beispielhafte Anzeigengestaltung für Bayer attribué par la Werbefachverbandes Schweiz (Association de publicité suisse)
- 1966 : Grafiker Preis der Deutschen Gebrauchs-Graphiker
- 1974 : Award for Excellence in Typography, Directors Club, New York (USA)
- 1983 : Honorary member, Schweizerischer Photographenverband
- 2006 : Photo 06, Lifetime Award